# Руа, Эрик
Эрик Серж Арма Руа (фр. Éric Serge Armand Roy; род. 26 сентября 1967, Ницца) — французский футболист, полузащитник, и тренер. В настоящее время главный тренер клуба «Брест».

## Ранние годы
Эрик Серж Арма Руа родился 26 сентября 1967 года в Ницце. Его отец, Серж Руа, также был профессиональным футболистом.

## Карьера футболиста
Руа начал профессиональную карьеру футболиста в клубе «Ницца», а позже играл за клубы «Тулон», «Олимпик Лион», «Олимпик Марсель». Затем поехал в Англию, где присоединился к команде «Сандерленд».
В составе «Сандерленда» он забил один гол в победном матче Кубка английской лиги против «Уолсолла» (5:0). Позже он вернулся во Францию, чтобы играть за «Труа», но вскоре присоединился к испанскому клубу «Райо Вальекано». Карьеру футболиста завершил в 2004 году в составе «Ниццы».

## Карьера тренера и менеджера

### «Ницца»
После завершения карьеры футболиста в сентябре 2005 года Руа был нанят на должность директора по маркетингу, коммуникациям и связям с общественностью в «Ницце». В сентябре 2008 года он сменил должность на директора по развитию и связям с общественностью. Год спустя он был повышен до спортивного директора. В марте 2010 года он был назначен главным тренером «Ниццы», наряду с тренером, имеющим диплом профессионального тренера, которого у Руа не было. В дополнение к своей функции спортивного директора Рой получал зарплату в размере 17 500 евро за 13 месяцев в дополнение к бонусам. Он ушел с должности в ноябре 2011 года по обоюдному согласию, сохранив за собой обязанности спортивного директора.

#### Увольнение и судебное разбирательство
После телефонного звонка в мае 2012 года для предварительного интервью, он был официально уволен 11 июня 2012 года за серьезное нарушение дисциплины. Клуб в своем письме об увольнении утверждал, что Руа совершил 12-дневную поездку в Аргентину с нелицензированным агентом, несмотря на противодействие руководства и без предварительной подготовки. Руа подал апелляцию в Трудовой суд Ниццы, и в июне 2013 года было вынесено решение: увольнение не имело реальной и серьезной причины и осуждало работодателя за невыплату (22 159 евро в дополнение к оплачиваемому отпуску, относящемуся к нему, как напоминание о зарплате, 97 500 евро в дополнение к оплачиваемому отпуску, относящемуся к нему, в качестве компенсации вместо уведомления, 113 750 евро в качестве выходного пособия, 37 573 евро в дополнение к оплачиваемому отпуску, относящемуся к нему, бонусы за соответствие и классификацию, 90 000 евро в дополнение к оплачиваемому отпуску, относящемуся к нему, в качестве бонуса на содержание, 300 000 евро в качестве возмещения ущерба за несправедливое увольнение, 3000 евро на основании положений статьи 700 Гражданского процессуального кодекса помимо всех издержек).
«Ницца» подала апелляцию на это решение. Во-первых, Руа не должен был получать второе вознаграждение в качестве супервайзера с ноября 2011 года, поскольку было согласовано, что с этой даты он откажется от ежедневного управления первой командой, чтобы выполнять только функции спортивного директора. Во-вторых, «Ницца» посчитала, что увольнение было совершенно законным, даже при отсутствии предварительного обращения в Юридическую комиссию Профессиональной футбольной лиги, и это в той мере, в какой её сотрудник не подпадал под действие устава профессионального футбола, а под действие коллективного договора для административного и футбольного персонала. В-третьих, клуб посчитал, что увольнение Руа было совершенно оправданным ввиду его неподчинения и отсутствия лояльности.
Дело закончилось тем, что «Ницца» выплатила Руа почти 300 000 евро за неправомерное увольнение.

### «Ланс»
30 сентября 2017 года он был назначен спортивным директором клуба «Ланс». Он покинул эту должность в апреле 2019 года.

### «Уотфорд»
В декабре 2019 года Рой занял должность спортивного директора в английском клубе «Уотфорд» из Премьер-лиги.

### «Брест»
3 января 2023 года Руа был назначен главным тренером клуба «Брест» из Лиги 1. В сезоне 2023/2024 он привёл клуб к первому в истории участию в европейских соревнованиях, заняв третье место в лиге, что дало им право участвовать в Лиге чемпионов.

## ТВ
В 2012 году он стал спортивным аналитиком канала beIN Sports, где работал в программе Le Club с понедельника по четверг в 19:00 и в пятницу во время предматчевых и послематчевых матчей Лиги 1 с Флорианом Гентоном. Он покинул эту должность в 2017 году.
С 2019 года он стал аналитиком France Télévisions. Он был комментатором матчей Кубка Франции и Кубка Лиги с Кадером Будаудом (до декабря 2019 года), а затем с Фабьеном Левеком.

## Статистика тренера
| Команда | С             | До             | Результат | Результат | Результат | Результат | Результат | Результат | Результат | Результат |
| Команда | С             | До             | И         | В         | Н         | П         | ГЗ        | ГП        | +/-       | Поб, %    |
| ------- | ------------- | -------------- | --------- | --------- | --------- | --------- | --------- | --------- | --------- | --------- |
| Ницца   | 9 марта 2010  | 15 ноября 2011 | 70        | 22        | 25        | 23        | 69        | 83        | −14       | 031,43    |
| Брест   | 3 января 2023 | н.в.           | 108       | 50        | 23        | 35        | 158       | 150       | +8        | 046,30    |
| Итог    | Итог          | Итог           | 178       | 72        | 48        | 58        | 227       | 233       | −6        | 040,45    |

## Достижения

### Как игрок

#### «Олимпик Лион»
- Финалист Кубка французской лиги: 1995/96[18]

#### «Олимпик Марсель»
- Финалист Кубка УЕФА: 1998/99[19]

### Как тренер

#### Индивидуальные
- Тренер года во Франции по версии НСПФ: 2023/24[20]